# الکس مندوزا (فوتبال)
الکس مندوزا (انگلیسی: Alex Mendoza؛ زادهٔ ۱۶ اوت ۱۹۹۰) بازیکن فوتبال اهل ایالات متحده آمریکا است.